# Marsannay-le-Bois
Marsannay-le-Bois è un comune francese di 766 abitanti situato nel dipartimento della Côte-d'Or nella regione della Borgogna-Franca Contea.

## Società

### Evoluzione demografica
Abitanti censiti